# 伊娃·莫里斯
伊娃·莫里斯（1885年11月8日—2000年11月2日）是一名英國超級人瑞，她是英格蘭斯塔福德郡斯通人。
喝威士忌以及吃煮過的洋蔥為莫里斯長壽的原因。她的朋友曾說過她偶爾會吸菸，而且也能騎自行車。
莫里斯曾做過傭人，1930年代時因丈夫過世而成為寡婦。莫里斯曾住在公寓，在她107歲時因她的胸部受到感染而遷至護理之家。她唯一的子女維尼（Winnie）則在1975年時因癌症而過世。
2000年11月2日凌晨1時25分（UTC），莫里斯於斯通境內的秋之護理之家（Autumn House Nursing Home）與世長辭。